# دانش تغییر سرزمین

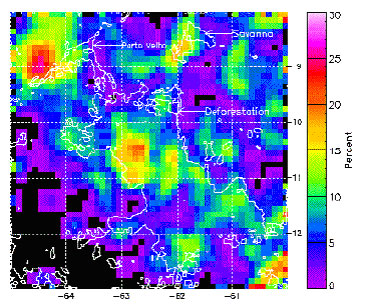
تصویربرداری ناسا از اثر جنگل‌زدایی بر بارندگی در برزیل، نمونه‌ای از مدل‌سازی دانش تغییر سرزمین.

دانش تغییر سرزمین (به انگلیسی: Land change science)، به مطالعه میان‌رشته‌ای تغییرهای آب و هوا، کاربری سرزمین و پوشش سرزمین اشاره دارد. دانش تغییر سرزمین به‌طور خاص به دنبال ارزیابی الگوها، فرایندها و پیامدهای تغییر کاربری و پوشش زمین در طول زمان است. هدف دانش تغییر سرزمین کمک به دانش موجود در بارهٔ تغییرهای آب و هوایی و توسعه مدیریت منابع پایدار و سیاست کاربری سرزمین است. این رشته توسط تعدادی از رشته‌های مرتبط، مانند سنجش از دور، بوم‌شناسی چشم‌انداز، و بوم‌شناسی سیاسی اطلاع‌رسانی می‌شود و از طیف گسترده‌ای از روش‌ها برای ارزیابی الگوها و فرآیندهایی استفاده می‌کند که زمینه‌ساز تغییر پوشش سرزمین است. دانش تغییر سرزمین به استفاده از سرزمین به عنوان یک سیستم همبسته انسان و محیط زیست برای درک تأثیر مسائل زیست‌محیطی و اجتماعی به‌هم‌ پیوسته، از جمله جنگل‌زدایی و شهرنشینی می‌پردازد.

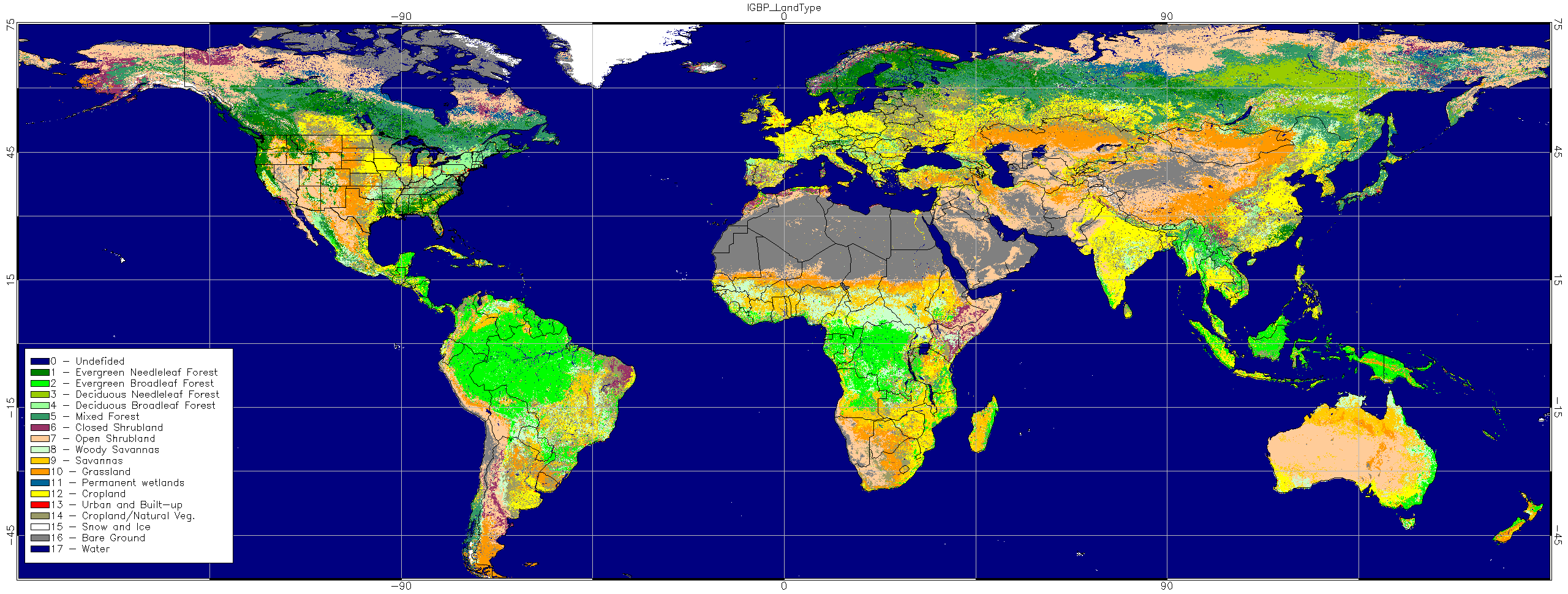
پوشش سرزمین و تغییر کاربری سرزمین، مانند تبدیل سرزمین به زمین کشاورزی (مناطق زرد روی نقشه)، پیامدهای چشمگیری در مقیاس جهانی دارد.